# Albert Coucaud
 (mars 2015).
Albert Coucaud né le 14 avril 1899 à Saint-Hilaire-le-Château et mort le 7 octobre 1989 à Sainte-Feyre (Creuse), est un ouvrier maçon, militant communiste et syndical. Il fut un des dirigeants de la résistance communiste dans la Creuse.

## Biographie
Albert Coucaud nait dans une famille de métayers creusois. Il effectue son service militaire de 1918 à 1919. Titulaire du certificat d'études primaires, il part à Paris pour exercer le métier d'ouvrier maçon. Marié et de retour en Creuse, il travaille dans la ferme de son beau père de 1928 à 1935. Il reprend ensuite le métier du bâtiment. Après une interruption de plusieurs années due à la guerre et à ses responsabilités syndicales, il exercera à nouveau ce métier jusqu'à sa retraite.

### Militant
En 1922, il adhère à la CGTU et au Parti communiste. Après avoir quitté la terre, il devient en 1936 secrétaire du syndicat CGT des carriers en 1936 (720 adhérents sur 1000 travailleurs). Il mène de rudes négociations avec le patronat local. Il est un des principaux propagandistes du Front populaire en Creuse. En 1937, il est secrétaire de l'Union locale CGT de Guéret, et secrétaire de la section du Parti communiste. Il est candidat de son parti aux élections cantonales de 1937, qui voient la défaite du socialiste Sylvain Blanchet.

### Résistant
Après une longue période de captivité dans différents camps d'internement du sud-est de la France, Albert Coucaud revient en Creuse, rejoint le maquis en avril 1943 et combat dans les rangs Francs-tireurs et partisans (FTP) puis Forces françaises de l'intérieur (FFI) avec le grade de capitaine.

### Personnalités
- Albert Fossey-François alias "François" Chef départemental des FFI de la Creuse.
- Roger Cerclier alias "Jean-Pierre" Chef départemental des MUR de la Creuse. Président du CDL en 1944). Député SFIO de la Creuse (1945-1950)
- Eugène France alias "Randonneau" Responsable du Parti communiste clandestin. Responsable politique des FTP creusois
- Auguste Tourtaud alias commandant "André" Membre de l'État major FTP de la Creuse. Député communiste de la Creuse (1945-1958)
- Raymond Belmont alias Commandant « Martin » Commissaire aux Opérations Régionales (COR-FTP) Chargé des liaisons FTP/AS. Chef d'État major départemental FFI en 1944.

### Évènements
- Libération de Guéret
- Massacre du bois du Thouraud
- Massacre de Combeauvert